# Wing Mountain

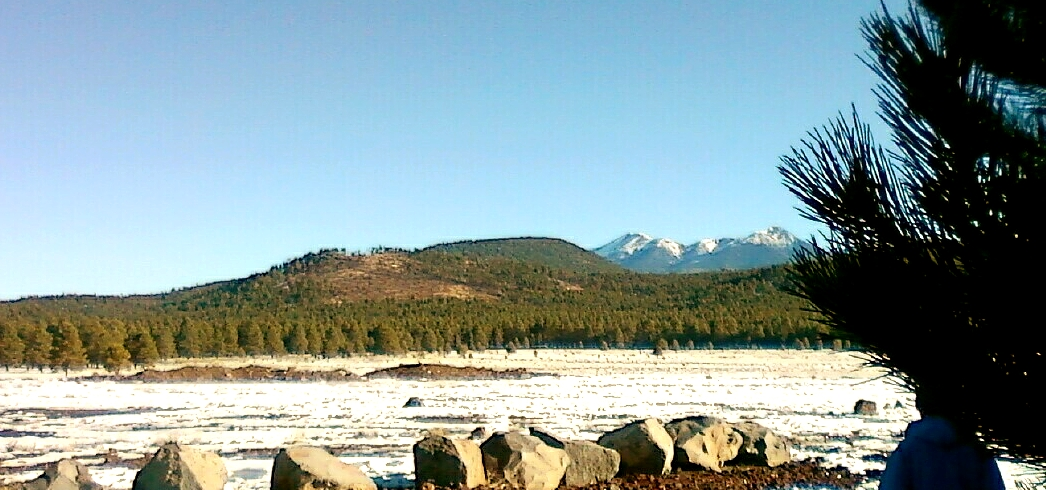
Blick auf den Wing Mountain (Mitte) aus Richtung Bellemont, rechts im Hintergrund die San Francisco Peaks.

Der Wing Mountain ist ein 2613 Meter hoher Kegelberg im Coconino County im US-Bundesstaat Arizona. Wie auch die einige Kilometer nordöstlich liegenden San Francisco Peaks ist er vulkanischen Ursprungs. Die Hänge sind mit Wald bestanden, dort wachsen vornehmlich Gelb-Kiefern. Der Innenbereich der Caldera ist baumlos. Der Wing Mountain liegt innerhalb des Coconino National Forest.
Im Bereich rund um den Berg ist von Anfang April bis Mitte Dezember entlang zweier Forststraßen Camping zugelassen. Im Winter ist der Wing Mountain, sofern Schnee liegt, ein beliebtes Wintersportgebiet für die Bevölkerung aus der Umgebung, insbesondere aus dem nahen Flagstaff. Der Betreiber der Anlagen hat allerdings im Sommer 2017 seine Konzession zurückgegeben und die Gerätschaften abgebaut. Ob sich ein Nachfolger findet, ist ungewiss, da die Infrastruktur als ungenügend betrachtet wird, das Gebiet nicht mehr als schneesicher gilt und die Verwendung von Schneekanonen nicht zugelassen ist.